# Quaestus pseudoccidentalis
Quaestus pseudoccidentalis es una especie de escarabajo del género Quaestus, familia Leiodidae. Fue descrita por Salgado en 1980.

## Distribución
Se encuentra en España. 